# Pulau Keraka
Pulau Keraka ou Pulau Karaka, simplement Keraka ou Karaka, littéralement l'« île aux crabes », est l'une des plus petites îles de l'archipel des Banda, en Indonésie. Inhabitée, elle est située au nord de l'archipel entre les îles de Banda Neira et de Banda Api. Elle abrite une importante faune aquatique, prisée des plongeurs pour la richesse de sa diversité.